# Premis Butaca de 2014
Els Premis Butaca de 2014, varen ser la vintena edició dels oficialment anomenats Premis Butaca de teatre i cinema de Catalunya, uns guardons teatrals catalans, creats l'any 1995 per Glòria Cid i Toni Martín, conductors d'un programa a la ràdio de Premià de Mar, en reconeixement de les obres de teatre i pel·lícules estrenades a Catalunya. Els premis són atorgats per votació popular.
El lliurament dels premis d'aquesta edició es va celebrar el 24 de novembre de 2014 al Teatre Principal (Barcelona). La cerimònia va ser presentada pels seus fundadors, Toni Martín i Glòria Cid.

## Palmarès i nominacions

### Premi Butaca al millor muntatge teatral
| Obra                      | Productora                      | Resultat  |
| ------------------------- | ------------------------------- | --------- |
| L'orfe del clan dels Zhao | La Perla 29                     | Guanyador |
| El caballero de Olmedo    | Teatre Lliure                   | Nominat   |
| Terra de ningú            | Teatre Nacional de Catalunya    | Nominat   |
| Traduccions-Translations  | La Perla 29                     | Nominat   |
| Un aire de família        | Teatre Romea/Intent Produccions | Nominat   |

### Premi Butaca al millor musical
| Obra                           | Productora                                    | Resultat  |
| ------------------------------ | --------------------------------------------- | --------- |
| Germans de sang                | Germans de sang                               | Guanyador |
| La Gran Duquessa de Gerolstein | Associació Artdevellut                        | Nominat   |
| Marry Me a Little              | Teatre Lliure/Hold On Company/Espai l'Amistat | Nominat   |

### Premi Butaca al millor espectacle de dansa
| Obra        | Productora                                     | Resultat  |
| ----------- | ---------------------------------------------- | --------- |
| Capricis    | Àngels Margarit/Cia. Mudances/Festival Grec’13 | Guanyador |
| B. Flowers  | Cia. Marta Carrasco                            | Nominat   |
| La Capitana | Teatre Nacional de Catalunya                   | Nominat   |

### Premi Butaca al millor espectacle de petit format
| Obra                          | Productora                                               | Resultat  |
| ----------------------------- | -------------------------------------------------------- | --------- |
| Llibert                       | Cia. Les Llibertàries                                    | Guanyador |
| L'encarregat                  | Teatre Lliure                                            | Nominat   |
| El Drac d'Or                  | Teatre invisible                                         | Nominat   |
| Informe per a una Acadèmia    | Gatcapat/Temporada Alta/Julio Manrique/Sílvia Pérez Cruz | Nominat   |
| La nit just abans dels boscos | TNT-CAET/Arsènic Creació                                 | Nominat   |
| Pulmons                       | Sixto Paz Produccions                                    | Nominat   |

### Premi Butaca a la millor espectacle per a públic familiar
| Obra                            | Productora     | Resultat  |
| ------------------------------- | -------------- | --------- |
| Moby Dick, un viatge pel teatre | Teatre Lliure  | Guanyador |
| Bombollavà                      | Cía. Pep Bou   | Nominat   |
| DOT                             | Maduixa Teatre | Nominat   |

### Premi Butaca a la millor direcció
| Director/a               | Obra                       | Resultat  |
| ------------------------ | -------------------------- | --------- |
| Oriol Broggi             | L'orfe del clan dels Zhao  | Guanyador |
| Xavier Albertí           | Terra de ningú             | Nominat   |
| Pau Durà                 | Un aire de família         | Nominat   |
| Lluís Pasqual            | El caballero de Olmedo     | Nominat   |
| Ferran Utzet             | Traduccions-Translations   | Nominat   |
| Xavier Ricart/Ivan Benet | Informe per a una Acadèmia | Nominat   |

### Premi Butaca a la millor actriu
| Actriu         | Obra             | Resultat   |
| -------------- | ---------------- | ---------- |
| Clara Segura   | La rosa tatuada  | Guanyadora |
| Gemma Brió     | Llibert          | Nominada   |
| Carme Elias    | Al galop         | Nominada   |
| Carlota Olcina | Pulmons          | Nominada   |
| Emma Vilarasau | Els dies feliços | Nominada   |

### Premi Butaca al millor actor
| Actor           | Obra                          | Resultat  |
| --------------- | ----------------------------- | --------- |
| Julio Manrique  | L'orfe del clan dels Zhao     | Guanyador |
| Pere Arquillué  | Un enemic del poble           | Nominat   |
| Ivan Benet      | Informe per a una Acadèmia    | Nominat   |
| Òscar Muñoz     | La nit just abans dels boscos | Nominat   |
| Francesc Orella | Un aire de família            | Nominat   |

### Premi Butaca a la millor actriu de musical
| Actriu            | Obra               | Resultat   |
| ----------------- | ------------------ | ---------- |
| Mone              | Marry Me a Little  | Guanyadora |
| Virginia Martínez | Germans de sang    | Nominada   |
| Manuela Nieto     | Goodbye, Barcelona | Nominada   |

### Premi Butaca al millor actor de musical
| Actor          | Obra                           | Resultat  |
| -------------- | ------------------------------ | --------- |
| Benjamí Conesa | Germans de sang                | Guanyador |
| Albert Ruiz    | La Gran Duquessa de Gerolstein | Nominat   |
| Toni Viñals    | Marry Me a Little              | Nominat   |

### Premi Butaca a la millor actriu de repartiment
| Actriu           | Obra                          | Resultat   |
| ---------------- | ----------------------------- | ---------- |
| Mar Ulldemolins  | El joc de l'amor i de l'atzar | Guanyadora |
| Mercè Arànega    | Doña Rosita la soltera        | Nominada   |
| Laura López      | La pols                       | Nominada   |
| Àgata Roca       | Un aire de família            | Nominada   |
| Rosa Maria Sardà | El caballero de Olmedo        | Nominada   |

### Premi Butaca al millor actor de repartiment
| Actor           | Obra                      | Resultat  |
| --------------- | ------------------------- | --------- |
| Pablo Derqui    | L'orfe del clan dels Zhao | Guanyador |
| Pep Ambròs      | Vània                     | Nominat   |
| Roger Casamajor | Un enemic del poble       | Nominat   |
| Albert Pérez    | L'encarregat              | Nominat   |
| Jacob Torres    | Un aire de família        | Nominat   |

### Premi Butaca a la millor escenografia
| Finalistes      | Obra                       | Resultat  |
| --------------- | -------------------------- | --------- |
| Jordi Queralt   | Informe per a una Acadèmia | Guanyador |
| Sebastià Brossa | Doña Rosita la soltera     | Nominat   |
| Ramon Ivars     | Al galop                   | Nominat   |
| Joan Sabaté     | Un aire de família         | Nominat   |

### Premi Butaca a la millor il·luminació
| Finalistes                      | Obra                      | Resultat  |
| ------------------------------- | ------------------------- | --------- |
| Pep Barcons                     | L'orfe del clan dels Zhao | Guanyador |
| Lluís Pasqual i Fernando Ayuste | El caballero de Olmedo    | Nominat   |
| Lyonel Spycher                  | Doña Rosita la soltera    | Nominat   |
| Guillem Gelabert                | Traduccions-Translations  | Nominat   |

### Premi Butaca al millor vestuari
| Finalistes          | Obra                          | Resultat   |
| ------------------- | ----------------------------- | ---------- |
| Berta Riera         | L'orfe del clan dels Zhao     | Guanyadora |
| Míriam Compte       | Doña Rosita la soltera        | Nominada   |
| Annita Ribera       | Traduccions-Translations      | Nominada   |
| Franca Squarciapino | El joc de l'amor i de l'atzar | Nominada   |

### Premi Butaca a la millor caracterització
| Finalistes    | Obra                          | Resultat   |
| ------------- | ----------------------------- | ---------- |
| Núria Llunell | Doña Rosita la soltera        | Guanyadora |
| Eva Fernández | Al galop                      | Nominada   |
| Toni Santos   | El joc de l'amor i de l'atzar | Nominat    |

### Premi Butaca al millor text teatral
| Obra             | Autor/a           | Resultat  |
| ---------------- | ----------------- | --------- |
| Llibert          | Gemma Brió        | Guanyador |
| Consell familiar | Cristina Clemente | Nominat   |
| Fum              | Josep Maria Miró  | Nominat   |
| La pols          | Llàtzer Garcia    | Nominat   |

### Premi Butaca a la millor composició teatral
| Finalistes        | Obra                                     | Resultat   |
| ----------------- | ---------------------------------------- | ---------- |
| Sílvia Pérez Cruz | Informe per a una Acadèmia               | Guanyadora |
| Dani Espasa       | El caballero de Olmedo                   | Nominat    |
| Paco Ibáñez       | Doña Rosita la soltera                   | Nominat    |
| Jaume Sisa        | Adiós a la infancia, una aventi de Marsé | Nominat    |

### Premi Butaca al millor espai sonor
| Finalistes                   | Obra                       | Resultat  |
| ---------------------------- | -------------------------- | --------- |
| Roc Mateu                    | El caballero de Olmedo     | Guanyador |
| Damien Bazin/Ramon Ciércoles | Informe per a una Acadèmia | Nominats  |
| Jordi Bonet                  | Un aire de família         | Nominat   |

### Butaca Honorífica-Anna Lizaran
- Rosa Novell